# Unai López
Unai López (Donostia-San Sebastián, 1995. október 30. –) spanyol korosztályos válogatott labdarúgó, a Rayo Vallecano középpályása.

## Pályafutása

### Klubcsapatokban
López a spanyolországi Donostia-San Sebastián városában született. Az ifjúsági pályafutását az Antiguoko és Real Sociedad csapatában kezdte, majd az Athletic Bilbao akadémiájánál folytatta.
2012-ben mutatkozott be a Baskonia felnőtt keretében. 2014-ben az első osztályban szereplő Athletic Bilbao szerződtette. 2016 és 2022 között a Leganés és a Rayo Vallecano csapatát is erősítette kölcsönben. A lehetőséggel élve, 2022. július 1-jén kétéves szerződést kötött a Rayo Vallecano együttesével. Először a 2022. augusztus 13-ai, Barcelona ellen 0–0-ás döntetlennel zárult mérkőzésen lépett pályára. Első gólját 2022. október 3-án, az Elche ellen hazai pályán 2–1-re megnyert találkozón szerezte meg.

### A válogatottban
López az U16-ostól az U21-esig több korosztályos válogatottban is képviselte Spanyolországot.

## Statisztikák
2022. október 22. szerint
| Klub                        | Szezon   | Osztály          | Bajnokság | Bajnokság | Kupa és Ligakupa | Kupa és Ligakupa | Nemzetközi | Nemzetközi | Összesen | Összesen |
| Klub                        | Szezon   | Osztály          | Meccs     | Gól       | Meccs            | Gól              | Meccs      | Gól        | Meccs    | Gól      |
| --------------------------- | -------- | ---------------- | --------- | --------- | ---------------- | ---------------- | ---------- | ---------- | -------- | -------- |
| Athletic Bilbao             | 2014–15  | La Liga          | 19        | 0         | 1                | 0                | 4          | 0          | 24       | 0        |
| Athletic Bilbao             | 2018–19  | La Liga          | 7         | 0         | 1                | 0                | —          | —          | 8        | 0        |
| Athletic Bilbao             | 2019–20  | La Liga          | 26        | 1         | 4                | 0                | —          | —          | 30       | 1        |
| Athletic Bilbao             | 2020–21  | La Liga          | 26        | 3         | 5                | 0                | —          | —          | 31       | 3        |
| Athletic Bilbao             | Összesen | Összesen         | 78        | 4         | 11               | 0                | 4          | 0          | 93       | 4        |
| Leganés (kölcsönben)        | 2016–17  | La Liga          | 23        | 2         | 1                | 0                | —          | —          | 24       | 2        |
| Rayo Vallecano (kölcsönben) | 2017–18  | Segunda División | 39        | 3         | 1                | 0                | —          | —          | 40       | 3        |
| Rayo Vallecano (kölcsönben) | 2021–22  | La Liga          | 27        | 0         | 3                | 0                | —          | —          | 30       | 0        |
| Rayo Vallecano              | 2022–23  | La Liga          | 10        | 1         | 0                | 0                | —          | —          | 10       | 1        |
| Rayo Vallecano              | Összesen | Összesen         | 76        | 4         | 4                | 0                | 0          | 0          | 80       | 4        |
| Összesen                    | Összesen | Összesen         | 177       | 10        | 16               | 0                | 4          | 0          | 197      | 10       |

## Sikerei, díjai
Rayo Vallecano
- Segunda División
  - Feljutó (1): 2017–18

## Fordítás
Ez a szócikk részben vagy egészben  az   Unai López című angol Wikipédia-szócikk fordításán alapul.  Az eredeti cikk szerkesztőit annak laptörténete sorolja fel. Ez a jelzés csupán a megfogalmazás eredetét és a szerzői jogokat jelzi, nem szolgál a cikkben szereplő információk forrásmegjelöléseként.